# アレクセイ・マルコフ
アレクセイ・マルコフ（Alexei Markov、または、Aleksey Markov、1979年5月26日 - ）は、ロシア、モスクワ出身の自転車競技選手。
オリンピックの自転車競技5大会連続出場を記録、内3大会でメダルを獲得している。

## 来歴
1996年
- アトランタオリンピック
  -   2位

1997年
- トラック世界選手権
  - 個人追抜 2位
- ロード世界選手権・個人タイムトライアル(ITT) 3位

1999年
- トラック世界選手権
  - 個人追抜 3位

2000年
- シドニーオリンピック
  -  ポイントレース 3位

2002年
- UCIトラックワールドカップ2002
  - モスクワ - 団体追抜 優勝

2004年
- 欧州選手権 オムニアム 優勝

2005年
- CTT・コレイオス・デ・ポルトガル 総合優勝

2008年
- 北京オリンピック
  -  マディソン 3位
- トラック世界選手権
  - 個人追抜 3位

2011年
- UCIトラックワールドカップ2010-2011
  - 北京 - 団体追抜 優勝
- トラック世界選手権
  - 団体追抜 2位
- ロシア選手権
  - 団体追抜 優勝
  - マディソン 優勝
- UCIトラックワールドカップ2011-2012
  - アスタナ - 団体追抜 優勝

2012年
- UCIトラックワールドカップ2011-2012
  - 北京 - 団体追抜 優勝
- ロンドンオリンピック・団体追抜 4位